# Hacienda Pomalca

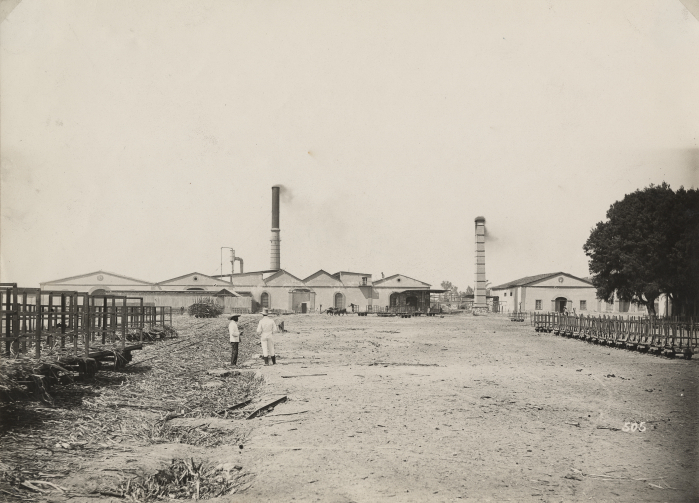
Feldbahnloren der Zuckerfabrik der Hacienda Pomalca, 1904

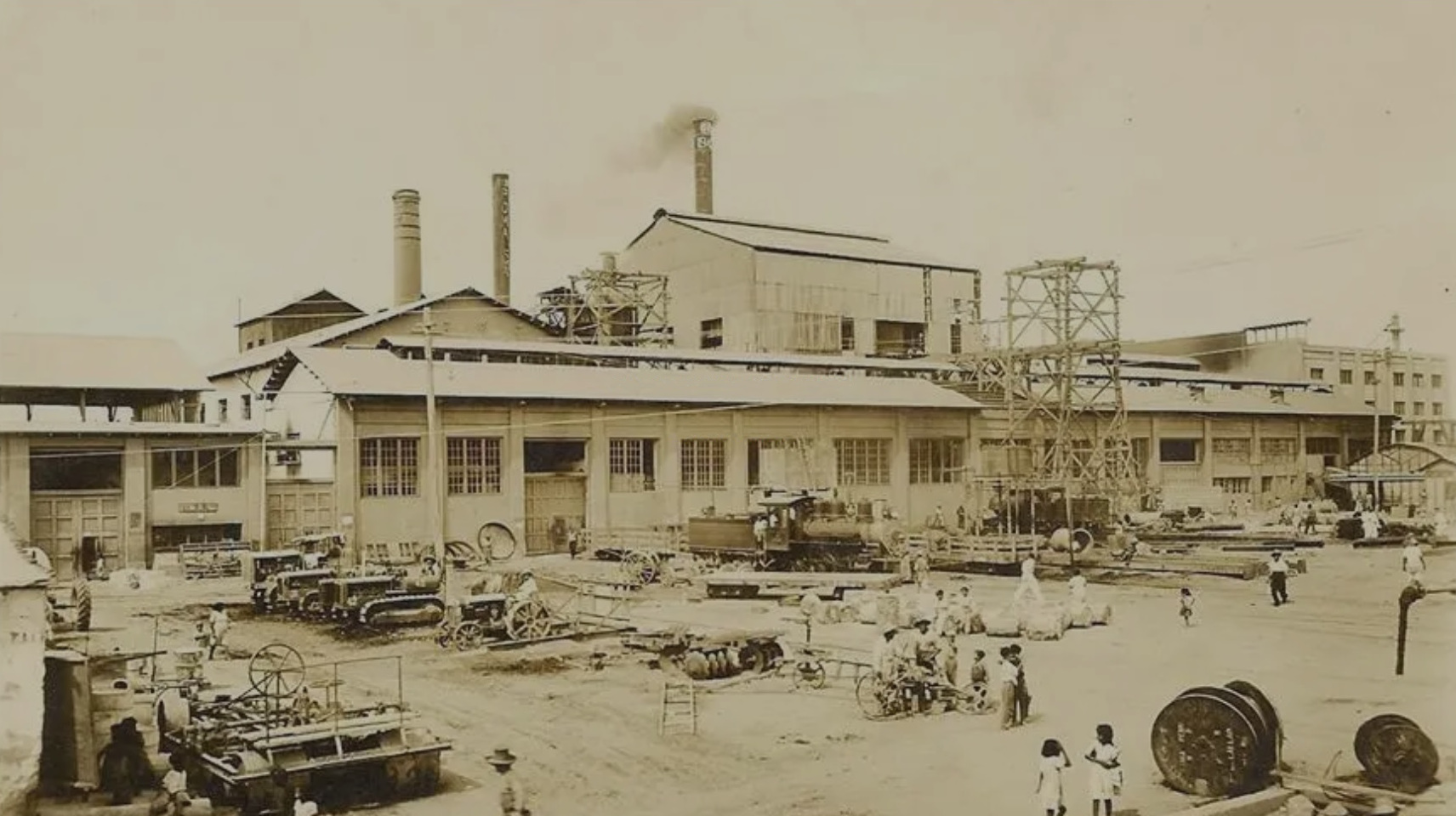
Fabrikhof der Zuckerfabrik der Hacienda Pomalca

Die Hacienda Pomalca (deutsch: „Hazienda Pomalca“, heute Empresa Agroindustrial Pomalca) ist eine Zuckerrohrplantage mit eigener Zuckerfabrik im Distrikt Pomalca in der Provinz Chiclayo in der Region Lambayeque im Nordwesten von Peru.

## Geschichte

### Familie Gutiérrez
Die aus Spanien immigrierten Brüder Simón und Vicente Gutiérrez erwarben 1869 die Hacienda Pomalca und die Hacienda Collud, die sie später vereinigten. Sie intensivierten den Zuckerrohranbau und modernisierten die Fabrik und die Bewirtschaftung der Anbauflächen durch die Einführung neuer Technologien. Zwischen 1902 und 1920 wurden außerdem die Verwaltung und Geschäftsführung verbessert. Das Landgut nutzte damals 7500 Hektar für den Anbau von Zuckerrohr und verfügte über eine Mahlkapazität von 1000 t Zuckerrohr pro Tag.

### Familie de la Piedra

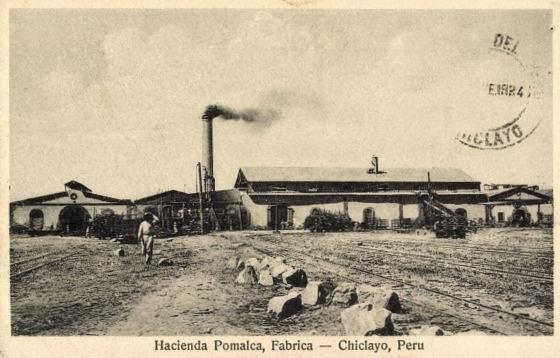
Hazienda Pomalca, Fabrik, Chiclayo, Peru, 1924

Im Mai 1920 erwarben Enrique de la Piedra und sein Bruder Julio de la Piedra zusammen mit Verwandten der Familie de la Piedra unter dem Namen ihrer Sociedad Viuda de Piedra e Hijos Sociedad Anónima die Haziendas Pomalca und Collud, zu denen auch die Sociedad Agrícola Pomalca Limitada gehörte.
Drei große Landgüter wurden 1933 an Pomalca angegliedert, darunter Saltur, Sipán und La Concordia. Im Jahr 1954 erwarb die Gruppe außerdem Pampa Grande und Samán, 1957 Mocce und andere Unternehmen wie Laran, Potrero, El Palmo, Wadington und erwarb in Cajamarca die Haciendas Udima, Monteseco, Espinar und Pan de Azúcar mit großen Anbauflächen für Reis, Kakao, Kaffee und Holz sowie Weiden für Schafe, Rinder und Zugtiere. Insgesamt wuchs die Hazienda Pomalca so auf eine Fläche von 14.529 Hektar.

### Agrarreformgesetz

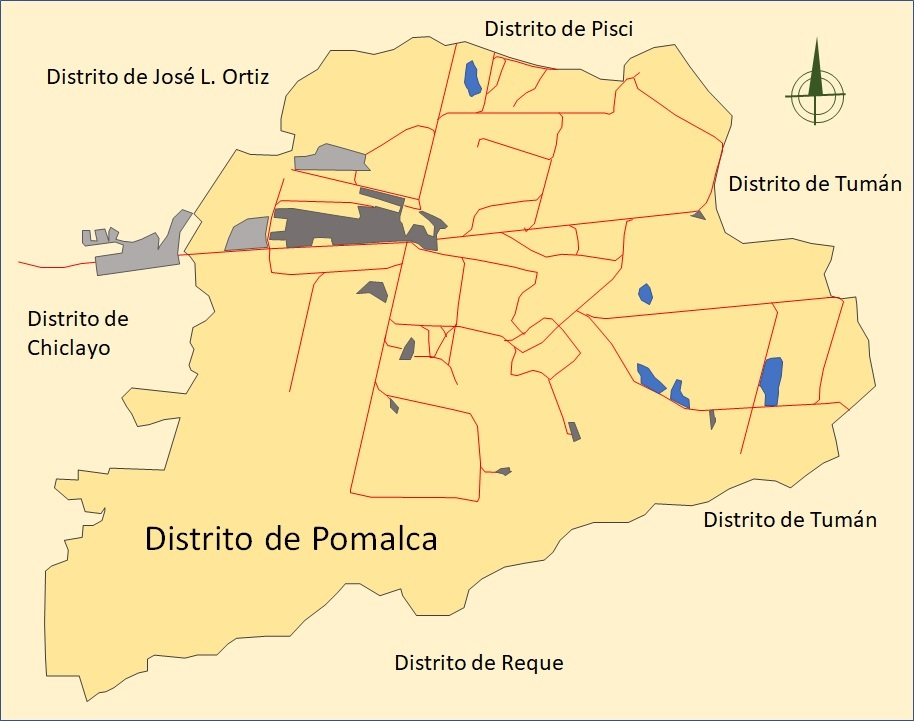
Zuckerfabrik mit Feldbahn um 1965

In der Zeit von 1955 bis 1965 organisierten sich die Arbeiter zunehmend in Gewerkschaften. Auf der Hazienda Pomalca kam es im Januar 1962 zu Gewalttätigkeiten, bei denen 7 Arbeiter von der Polizei erschossen wurden, als einige Arbeitnehmer sich nicht an einem Streik beteiligten.
Am 3. Oktober 1968 übernahm General Juan Velasco Alvarado nach einem Staatsstreich die Präsidentschaft der Republik Peru. Kurz darauf erlosch das Geschäftsimperium der Familie de la Piedra, als es durch das am 24. Juni 1969 erlassene Agrarreformgesetz Nr. 17716 aufgehoben wurde, das Pomalca zunächst in den Complejo Agroindustrial Pomalca und dann durch den Erlass Nº 16-70ª-DGRA vom 30. Januar 1970 in die Landwirtschaftliche Produktionsgenossenschaft Pomalca Ltda. Nº 38 umwandelte.
Am 18. August 1970 wurde die Familie de la Piedra benachrichtigt, dass sie innerhalb einer Frist von 15 Tagen die Eigentumsurkunde zurückerhalten könnte. Da sie diese Formalität nicht nutzte, übertrug der Landrichter am 18. September 1970 dem Vertreter der Generaldirektion für Agrarreform den Besitz aller Ländereien des Landguts Pomalca und der angeschlossenen Gebiete, unter Abtrennung der Annex-Ländereien Udima, Monteseco und Espinar, die zugunsten der Arbeiter parzelliert wurden.

### Reprivatisierung
Vor dem Hintergrund der Krise erließ die Regierung von Präsident Alberto Fujimori Fujimori am 12. März 1996 das Gesetz Nr. 802 mit dem Ziel der Reprivatisierung des Genossenschaftswesens und nannte es das „Gesetz zur wirtschaftlichen und finanziellen Reorganisation der Zuckerindustrie“. Es wurde am 3. Juni 1996 verabschiedet, woraufhin die Genossenschaft in eine Aktiengesellschaft umgewandelt wurde.
Diese Rechtsnorm förderte ein internes Referendum, das am 1. Juli 1996 stattfand. Dann wurde eine Übergangskommission für die Angemessenheit der Statuten des Unternehmens eingesetzt, die mit der Verabschiedung des Sozialstatuts für das neue Unternehmen mit dem Namen Empresa Agroindustrial Pomalca S.A.A. endete.
Der Prozess der Umwandlung und rechtlichen Anpassung des geänderten Geschäftsmodells wurde bis zum 20. März 1997 durchgeführt, als das Unternehmen ordnungsgemäß in das Register für juristische Personen der Provinz Chiclayo, Departement Lambayeque, eingetragen wurde.

### Empresa Agroindustrial Pomalca
Die Zuckerfabrik Empresa Agroindustrial Pomalca ist heute ein führendes Unternehmen der Agrarindustrie und einer der größten Zuckerproduzenten des Landes. Das Unternehmen bewirtschaftet mehr als 15.000 Hektar Zuckerrohr für die Produktion von Zucker, Melasse und Bagasse, zusätzlich zu anderen landwirtschaftlichen Exporten aus seiner Fabrik in der Küstenregion Lambayeque, Peru. Es exportiert raffinierten Zucker in die Vereinigten Staaten.
Das Unternehmen produziert Rohrzucker und dessen Derivate (Melasse, Chancaca und Bagasse) und baut versuchsweise Zuckerrüben und außerdem in kleinerem Maßstab Artischocken sowie süßen und scharfen Paprika an, z. B. Paprika, Guajillo und Habanero-Jalapeño.

## Klima und Landwirtschaft
Auf dem Alluvialboden  des regenarmen Küstengebietes von Peru gedeiht Zuckerrohr ausgezeichnet. Da es dort keine eigentliche Regenzeit gibt, reift es vollständig aus und kann somit das ganze Jahr über geerntet werden. Eine neue Pflanze braucht gewöhnlich 24 Monate bis zur Reife. Die auf den ersten Schnitt folgenden Schnitte können in Abhängigkeit von der Wärme und der Bewässerung in Zeiträumen von 15 bis 18 Monaten durchgeführt werden.
Auf gutem, nassem Boden hat Hans Heinrich Brüning um 1898 etwa 12 bis 15 Schnitte von derselben Pflanze gesehen, also hat dieselbe Pflanze mehr als 20 Jahre eine gute Ernte gegeben. Wenn sich eine Ernte danach nicht mehr lohnte, ließ man das Land einfach brach liegen, woraufhin die Pflanze wegen Mangel an Feuchtigkeit nach und nach abstarb.
Er veröffentlichte ein Foto von reifem Zuckerrohr, das sich, durch den Regen veranlasst, mit Luftwurzeln und Ausschüssen bedeckte. Die Kristallisationsfähigkeit des Saftes aus diesem Zuckerrohr war unbefriedigend: Der Sud bildete eine schleimige Masse. Auch in den Gärbottichen, in denen die daraus gewonnene Melasse zur Vergärung kam, bildete sich eine gelatinöse Flüssigkeit. Der Verlust an Zucker war dadurch sehr groß.
Zuckerrohr, das schon lange nicht mehr bewässert worden und infolgedessen dem Absterben nahe war, hatte eng nebeneinanderliegende Knoten und sein Durchmesser nahm nach oben hin ab. Es begann durch den Regen wieder zu wachsen, erst langsam, bis es später ganz regelrechte Knoten bildete.
Die Bewässerung der Kulturpflanzen geschieht mittels eines weitverzweigten Netzes von Kanälen, die das Wasser aus kleinen, aus dem Gebirge kommenden Flüssen entnehmen. Nur wenige dieser Flüsse führen in der trockenen Zeit (Juli bis September) Wasser ins Meer.
Atmosphärische Niederschläge kommen selten vor, und die Regenzeit fällt in die Monate Januar bis März. Die Jahre 1828 und 1891 waren besonders regenreich. Während Brünings Aufenthalt in Peru von 1875 bis 1897 hat es nur in den Jahren 1878, 1884, 1891 und 1897 geregnet, allerdings war der Regen eher schädlich als nützlich. Die sogenannten Regenjahre waren auch jeweils wärmer als andere Jahre.

## Feldbahn und Schmalspurbahn

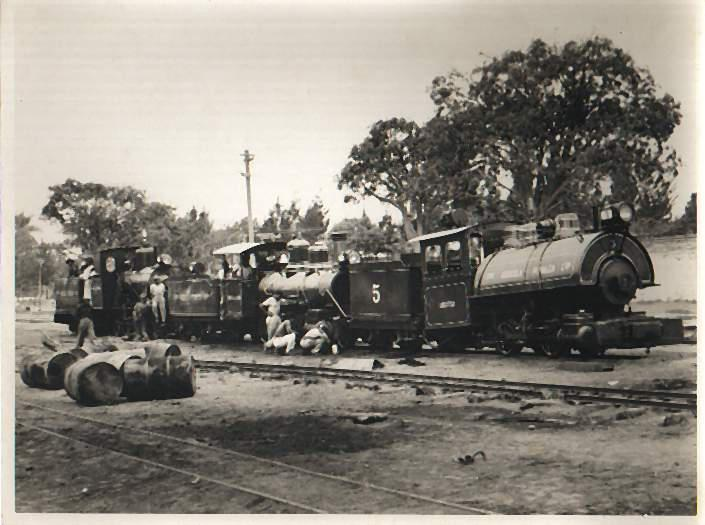
Drei Baldwin-Feldbahnloks

Die Hazienda betrieb von 1916 bis etwa 1967 zum Transport von Zuckerrohr eine eigene 43 km lange Feldbahn mit einer in Peru ungewöhnlichen Spurweite von 700 mm.
Es gab unter anderem folgende Lokomotiven:
| Nr. | Name                   | Bauart    | Hersteller | Werksnummer | Baujahr |
| --- | ---------------------- | --------- | ---------- | ----------- | ------- |
|     | ‘PEPITO’               | B 2nt     | Bagnall    | 1443        | 1895    |
|     | ‘CARMEN’               | B 2nt     | Baldwin    | 18776       | 1901    |
| 2   | ‘SAN VICENTE’          | C 2nt+t   | Baldwin    | 23260       | 1903    |
| 3   | ‘SAN AGUSTIN’          | C 2nt+t   | Baldwin    | 2135        | 1915    |
| 4   | ‘SAN SALVADOR’         | C 2nt+t   | Baldwin    | 51047       | 1919    |
|     |                        | B 2nt+t   | Couillet   |             |         |
| 7   | ‘LIBERTAD’             | B 2nt+t   | ALCo       | 55808       | 1917    |
| 8   |                        | 1’C 2nt+t | Baldwin    | 32887       | 1908    |
| 9   | ‘RICARDO de la PIEDRA’ | 1’C 2nt+t | Henschel   | 21015       | 1925    |
| 10  |                        | C 2nt+t   | O&K        |             |         |
|     | ‘MERCEDES’             | C 2nt+t   |            |             |         |

Das Unternehmen beteiligte sich zu 36 % am Bau und Betrieb der Bahnstrecke Pimentel–Pucalá der 914-mm-Schmalspurbahn der Compañia del ferrocarril y muelle de Pimentel, mit der sie den für die Verschiffung bestimmten Zucker zum Pier nach Pimentel brachte.